# Mariusz Złotek
Mariusz Złotek (ur. 26 kwietnia 1970) – polski piłkarz, w latach 1996–2021 sędzia piłkarski, od 2022 przewodniczący Kolegium Sędziów Podkarpackiego Związku Piłki Nożnej.

## Życiorys
Od szesnastego roku życia do 1996 był piłkarzem Stali Gorzyce, ale karierę przerwała mu kontuzja łąkotki. 
Pracę sędziego rozpoczął w 1996 roku. W sezonie 2013/2014 rozpoczął sędziowanie w Ekstraklasie, a jego pierwszym spotkaniem na tym szczeblu był rozegrany 2 marca 2014 mecz Cracovii ze Śląskiem Wrocław. Łącznie prowadził 144 mecze Ekstraklasy, reprezentował w nich podokręg Stalowa Wola. W 2015 i 2018 sędziował mecze o Superpuchar Polski. W 2021 roku zakończył karierę sędziowską. Ostatnim sędziowanym przez niego meczem w Ekstraklasie było spotkanie Legii Warszawa z Górnikiem Łęczna 19 września 2021, a ostatnim meczem w karierze – spotkanie okręgowego Pucharu Polski Stali Gorzyce ze Stalą Stalowa Wola 28 września 2021.
Od 2 czerwca 2022 zasłużony mieszkaniec gminy Gorzyce. 18 września 2022 został przewodniczącym Kolegium Sędziów Podkarpackiego Związku Piłki Nożnej.